# Stazione di Bacu Abis
La stazione di Bacu Abis era una stazione ferroviaria a servizio della omonima frazione del comune di Carbonia, situata lungo le dismesse linee a scartamento ridotto San Giovanni Suergiu-Iglesias e Monteponi-Portovesme (quest'ultima privata).

## Storia

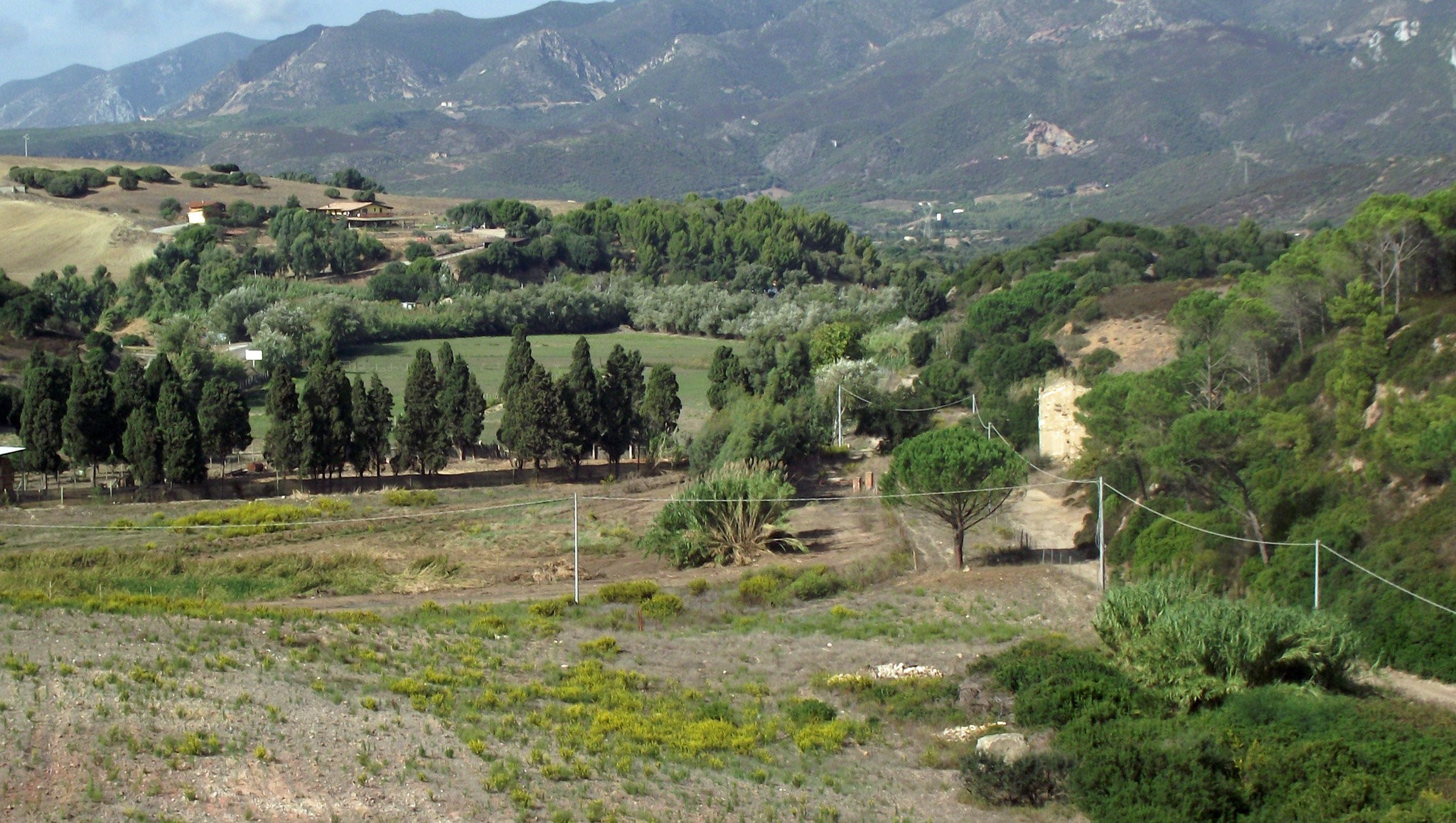
Vista della ex stazione (a destra) e dell'area circostante; al centro intuibile il sedime della curva di uscita dall'impianto verso Portovesme

Lo scalo nacque nel 1930 su iniziativa delle Ferrovie Meridionali Sarde, società che nel decennio precedente realizzò una rete ferroviaria pubblica a scartamento ridotto nella subregione sarda del Sulcis-Iglesiente, in quegli anni particolarmente attiva dal punto di vista estrattivo. Nella fattispecie la necessità di un impianto a Bacu Abis (sino al 1937 frazione di Gonnesa) era legata al potenziamento del sistema di trasporti del carbone estratto nell'area, che comunque era già attraversata dalla ferrovia privata Monteponi-Portovesme. Il nuovo scalo fu quindi collocato in modo che fosse servito da entrambe le linee (aventi medesimo scartamento) e le FMS lo edificarono in corrispondenza della propria casa cantoniera quarantasei lungo la ferrovia tra l'allora Palmas Suergiu e Iglesias, nei pressi dell'area nota come Terras Collu e a nord dell'abitato di Bacu Abis che in quegli stessi anni si apprestava a essere significativamente espanso.
L'impianto nacque in origine con caratteristiche di fermata e risultava in uso nel 1936, tuttavia la grande mole di carbone estratto a Bacu Abis (il cui trasporto incise in maniera significativa nell'assicurare alle FMS il primo esercizio in utile nel 1935) portò già a fine decennio al potenziamento dell'impianto, che fu ampliato, dotato di un rifornitore idrico, e successivamente di interconnessione dei binari delle due ferrovie. Proprio grazie a quest'ultimo intervento fu possibile, nel decennio successivo, utilizzare le automotrici ALn 200 delle FMS per un servizio di trasporto che per qualche tempo fu espletato tra lo scalo (divenuto stazione) e Portovesme, sui binari della società Monteponi.
Dopo l'ampliamento a stazione lo scalo di Bacu Abis divenne inoltre scalo capolinea di vari convogli per il trasporto del carbone, che veniva inviato nel tragitto dall'impianto verso Sant'Antioco Ponti insieme a quello delle altre miniere del comune di Carbonia servite dalle FMS; analogamente venivano ricevuti i carri vuoti per i convogli inviati in direzione inversa. Il traffico ferroviario si mantenne su alti livelli anche nell'immediato dopoguerra, tuttavia con la fine dell'embargo contro l'Italia in vigore dagli anni trenta il locale carbone Sulcis patì la concorrenza dei combustibili esteri, fatto che portò nei lustri successivi alla dismissione della gran parte delle miniere del territorio, comprese quelle di Bacu Abis.

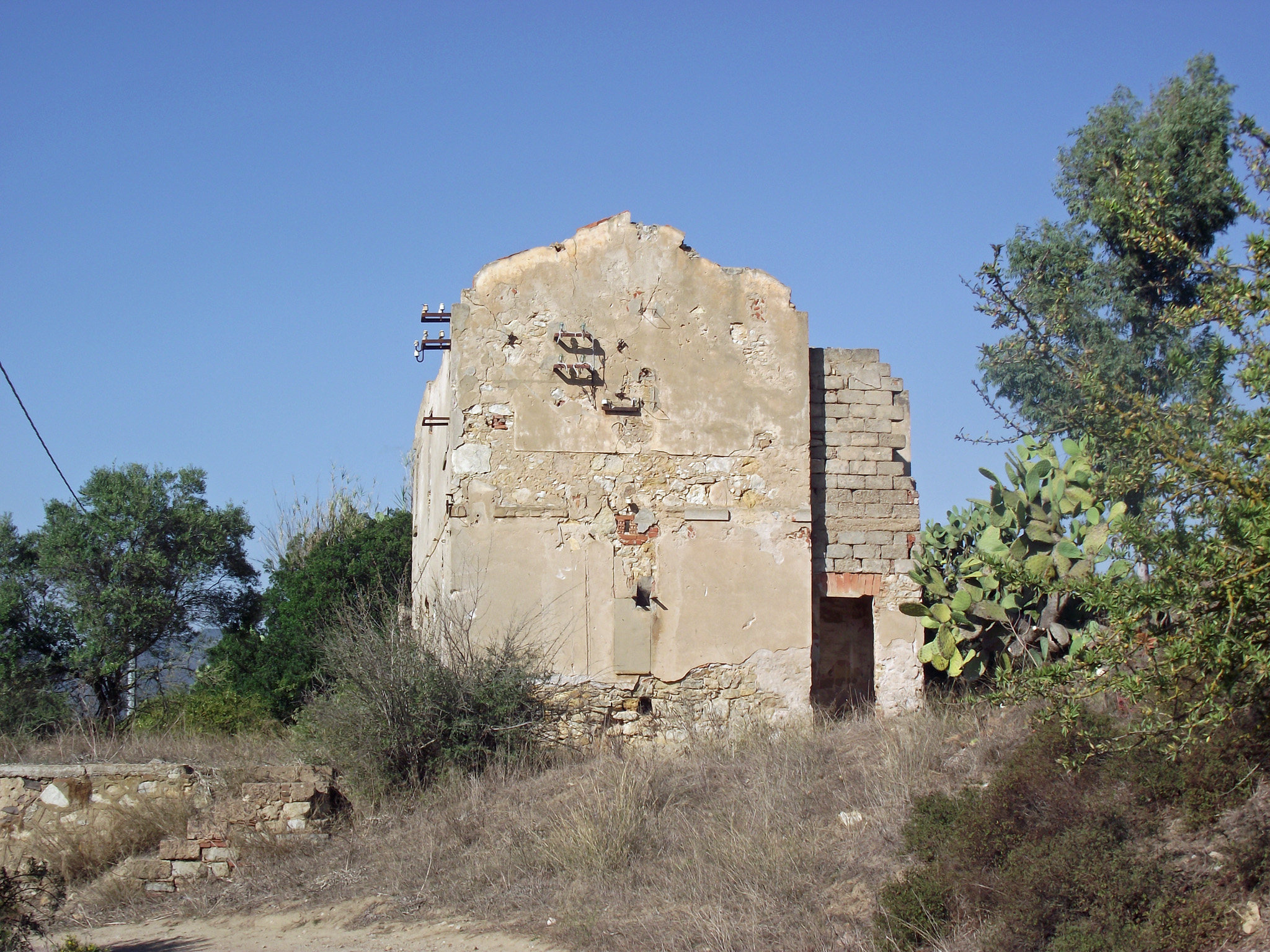
La stazione fu dismessa nel 1974 e successivamente abbandonata

L'attività ferroviaria nella stazione e nell'intera linea ne risentì di conseguenza, e oltre a questo aspetto si registrò, nel gennaio 1963, la cessazione dell'esercizio ferroviario sulla Monteponi-Portovesme, data la decisione della proprietà di utilizzare i mezzi gommati per l'inoltro dei materiali estratti dalla miniera di Monteponi.
Dopo tale chiusura l'attività ferroviaria a Bacu Abis proseguì con le sole FMS, che in quello stesso periodo ridussero in maniera drastica il servizio merci sulla loro rete, effettuando quasi esclusivamente treni viaggiatori. La storia della stazione ebbe termine il 1º settembre 1974, data della cessazione del servizio ferroviario sulla San Giovanni Suergiu-Iglesias, le cui relazioni vennero sostituite da autocorse. In seguito l'impianto fu smantellato e abbandonato.

## Strutture e impianti

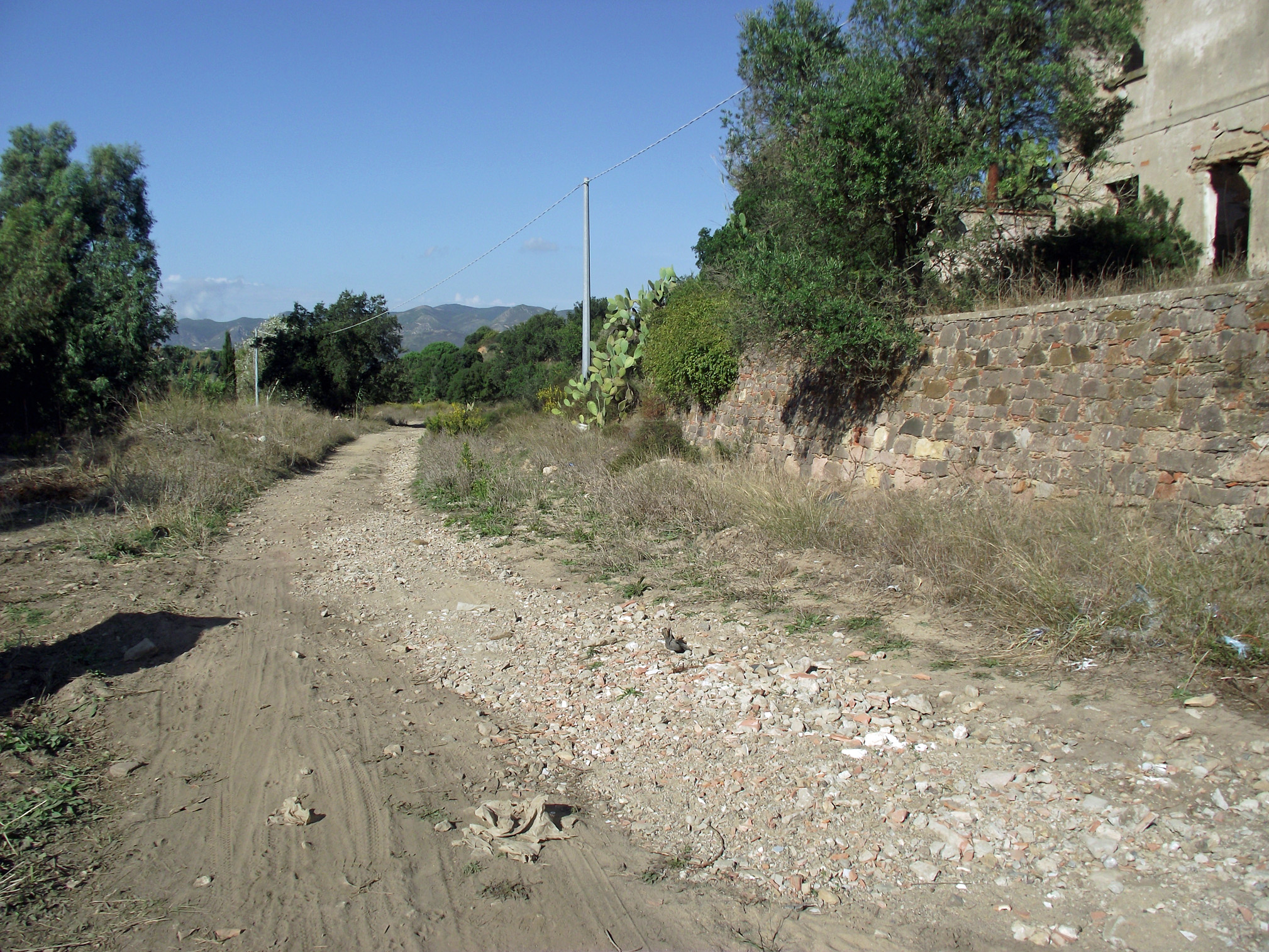
L'ex piazzale binari visto in direzione Gonnesa

Dopo la dismissione dell'intera ferrovia San Giovanni Suergiu-Iglesias la stazione è stata completamente disarmata, nell'area di pertinenza dello scalo permane solo il rudere di quello che era il fabbricato viaggiatori.
Nei decenni di attività ferroviaria la stazione presentava una serie di binari a scartamento da 950 mm, afferenti alle due linee transitanti nell'impianto e collegati con le miniere carbonifere di Bacu Abis finché queste furono in uso: nei primi anni quaranta l'impianto comprendeva il binario di corsa delle FMS, adiacente al fabbricato viaggiatori e affiancato da quello della Monteponi-Portovesme, posto più a ovest. Dal binario diretto a San Giovanni Suergiu si distaccavano i raccordi che raggiungevano un'area in uso alla locale concessionaria mineraria (a ovest, due tronchini serviti da tramoggie di carico) ed i relativi silos sociali (a est, un tronchino con binario di diramazione e piattaforma girevole). Va tuttavia detto come nei decenni successivi questo schema variò più volte, in particolare dopo la cessazione dell'attività estrattiva nell'area.

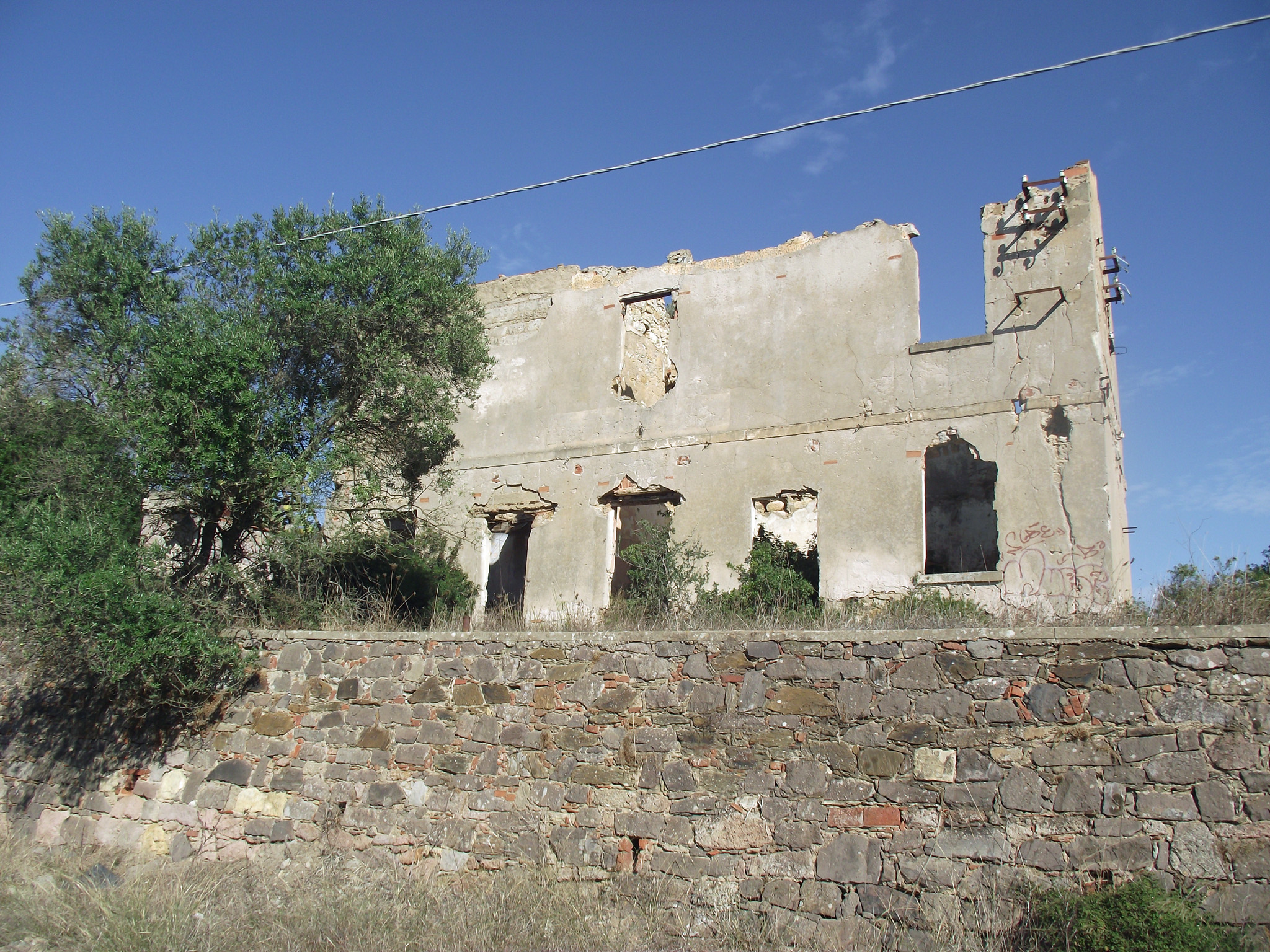
La facciata di quello che era il fabbricato viaggiatori dell'impianto, con in primo piano la terrazza che lo elevava rispetto al piano del ferro

L'edificio principale della stazione era il fabbricato viaggiatori, di cui permangono i resti: l'edificio era uno dei maggiori tra quelli di questo tipo della rete FMS, e si caratterizzava per essere posto ad una quota superiore rispetto a quella del ferro, trovandosi sopra una terrazza posta a fianco dei binari. Dal punto di vista architettonico presentava pianta rettangolare, due piani di sviluppo più tetto a falde e tre accessi (più due finestre) sul lato binari, con un corpo aggiunto sul fianco nord della costruzione, esteso solo sul piano terra. A fianco della terrazza del fabbricato viaggiatori era originariamente posto anche un passaggio a livello, lungo la strada di accesso all'impianto.
Per quanto riguarda la gestione ferroviaria dell'impianto essa avveniva a cura del locale Dirigente Movimento.

## Movimento
Nel periodo in cui fu attiva la stazione era servita dai treni viaggiatori e merci delle Ferrovie Meridionali Sarde. Fu inoltre servita per il trasporto merci dai treni della società mineraria Monteponi diretti verso quest'ultima località mineraria e Portovesme; nell'immediato dopoguerra per un breve periodo fu espletato anche un servizio passeggeri (a cura delle FMS) tra l'impianto ed il porto sulcitano.

## Servizi
La stazione nel periodo in cui fu attiva era dotata di biglietteria e sala di aspetto per i viaggiatori.
- Biglietteria a sportello
- Sala d'attesa